# 杜瓦环形山
杜瓦环形山(Dewar)是月球背面赤道区一座古老的撞击坑，约形成于酒海纪，其名称取自苏格兰物理学家及化学家詹姆斯·杜瓦(1842年-1923年)，1970年被国际天文联合会正式批准接受。

## 描述

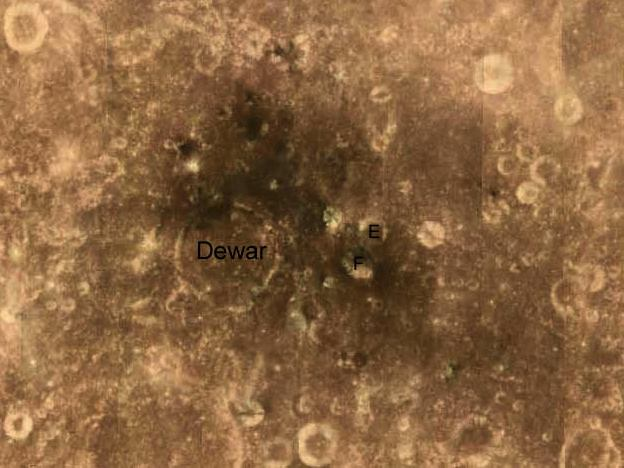
克莱门汀号探测器拍摄的紫外线照片。

该陨坑西邻文特里斯环形山；西北靠近芬宁·梅因纳斯环形山；迪费陨石坑和科里奥利环形山分别位于它的东北；往南不远则横亘着斯特拉顿环形山。
该环形山的中心月面坐标为2°37′S 165°37′E / 2.61°S 165.62°E，直径46.3公里，
深度2.3公里。
杜瓦环形山外观接近圆状，南侧略向外突，边缘已严重损毁。陨坑外侧坡平缓，重叠或嵌入了众多的小撞击坑；坑壁平均高出周边地形1120米，内部容积约有2000公里³。坑底表面平坦，除东侧分布数座小陨坑外，无其它典型的地貌结构。从北部到东侧环陨坑覆盖有形成时溅射的黑色岩石(详见左图)。从无人空间探测器月球探勘者获得的数据发现，这些岩石富含金属钍，非常接近月球正面含钍的玄武岩。可能该环形山周边区域下的岩床正处于玄武岩月海上，但事实上，附近的其它陨坑并未暴露有达到月海级别的这种月海玄武岩，这一级别通常认为其直径可能在100公里以内。

## 卫星陨石坑
按惯例，最靠近杜瓦环形山的卫星坑在月图上以字母标注在该坑中心点的旁边。

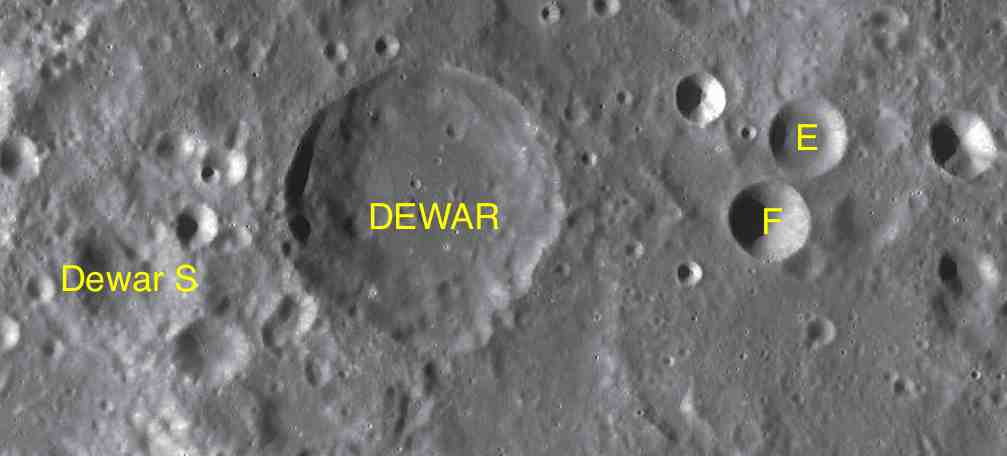
LAC-85 月面图

| 杜瓦 | 纬度   | 经度     | 直径    |
| ---- | ------ | -------- | ------- |
| E    | 2.3° S | 167.8° E | 15 公里 |
| F    | 2.8° S | 167.5° E | 14 公里 |
| S    | 3.1° S | 163.9° E | 23 公里 |